# Troxochrota
Troxochrota is een geslacht van spinnen uit de familie hangmatspinnen (Linyphiidae).

## Soorten
De volgende soorten zijn bij het geslacht ingedeeld:
- Troxochrota kashmirica (Caporiacco, 1935)
- Troxochrota scabra Kulczyński, 1894